# Kasteel van Vierset
Het Kasteel van Vierset (Frans: Château de Vierset) is een kasteel gelegen in Vierset op het grondgebied van de gemeente Modave in de provincie Luik. 
Het oorspronkelijke kasteel werd gebouwd in 11de eeuw 1090 door de familie van Barse, ook eigenaar van de nabijgelegen landhuis waarvan de familienaam is afgeleid. Naar aanleiding van een aantal geschillen plundert de prins-bisschop van Luik, Hendrik III van Gelre, het kasteel van de familie van Barse in 1267.
Door de dood van Wauthier de Barse in 1292, worden de heerlijkheden van Vierset en Barse overgedragen aan zijn neef, Wauthier van Beauffort en in 1450.
Door de erfenissen, Vierset is tijdelijk van Barse gescheiden, en wordt Conrard de Bombaye eigenaar.
De twee domeinen worden herenigd onder Gilles de Crissegnée. 
In 1606, opnieuw door huwelijken verviel Vierset aan de familie Billehé. 
Een bekende eigenaar is generaal der Infanterie Charles-Albert, grootbaljuw van de Condroz en de eigenaar van het regiment Vierset van de Waalse Garde in de dienst van Frankrijk en later Oostenrijk. Aan hem te danken we de vernieuwing van de gebouwen in 1765 en de bouw van de boerderij in 1763.
Het kasteel werd herbouwd in 1775.
In 1794 erft John Valensart, Baron Billehé, het landgoed en verkoopt het in 1818 aan Francis Joseph graaf van Mercy-Argenteau. 
De nieuwe heer was getrouwd met prinses Therese van Paar. 
Hun kleinzoon Carl Vierset verkoopt het domein aan zijn neef, de baron Lodewijk van Overschie Neerysche (1829-1896), echtgenoot van de markiezin Blanche de Trazegnies. Hun kinderen verkopen Vierset in 1917 aan Lamarche. 
Sinds 2001 is het kasteel in handen van de familie Bruggeman. 
Het kasteel is beschermd als monument sinds 14 februari 1968.